# Les Amants de Salzbourg
 (janvier 2022).
Si vous disposez d'ouvrages ou d'articles de référence ou si vous connaissez des sites web de qualité traitant du thème abordé ici, merci de compléter l'article en donnant les références utiles à sa vérifiabilité et en les liant à la section « Notes et références ».
Pour plus de détails, voir Fiche technique et Distribution.
Les Amants de Salzbourg  (Titre original : Interlude) est un film américain réalisé par Douglas Sirk, sorti en 1957.

## Synopsis
Helen Banning, une Américaine, part s'installer à Munich, pour travailler dans une agence culturelle. Elle rencontre un charmant docteur, Morley Dwyer, mais elle lui fait comprendre qu'il est hors de question pour elle d'entamer une relation. Par la suite, Helen fait la connaissance d'un grand chef d'orchestre, Tonio Fisher. Celui-ci chamboule les plans de la belle américaine...

## Fiche technique
- Titre : Les Amants de Salzbourg
- Titre original : Interlude
- Réalisation : Douglas Sirk
- Scénario : Daniel Fuchs et Franklin Coen d'après un scénario de Dwight Taylorinspiré du roman The Root of His Evil publié en 1951 par James M. Cain
- Production : Ross Hunter
- Société de production et de distribution : Universal Pictures
- Musique : Frank Skinner
- Photographie : William H. Daniels
- Montage : Russell F. Schoengarth
- Direction artistique : Alexander Golitzen et Robert Emmet Smith
- Costumes : Jay A. Morley Jr.
- Pays d'origine : États-Unis
- Langue : anglais
- Format : Couleurs (Technicolor) - 35 mm - 2,35:1 - Son : Mono (Westrex Recording System)
- Genre : Drame romantique
- Durée : 90 min
- Date de sortie :
  - États-Unis : 18 septembre 1957

## Distribution
- June Allyson : Helen Banning
- Rossano Brazzi : Tonio Fischer
- Marianne Koch : Reni Fischer
- Françoise Rosay : Comtesse Reinhart
- Keith Andes : Dr morley dwyer
- Frances Bergen : Gertrude Kirk
- Lisa Helwig : Gouvernante
- Herman Schwedt : Henig
- Anthony Tripoli : Dr smith
- John Stein : Dr stein
- Jane Wyatt : Prue Stubbins